# I magici piedini di Franny
I magici piedini di Franny (Franny's Feet) è un cartone animato anglo-canadese per bambini in età prescolare prodotto dalla Decode Entertainment, creato da Cathy Moss e Susan Nielsen. È stato mandato in onda su Family Channel (Canada), Channel 5 (Regno Unito) e PBS Kids (Stati Uniti) e in Italia viene trasmesso saltuariamente da RaiSat Ragazzi, Rai 2 e da Rai YoYo.
Il cartone è concepito per insegnare ai bambini l'interesse di esplorare per la prima volta un luogo o una situazione, e ha vinto un premio nel 2007 al iParenting Media Awards.
Il cognome Fantootsie di Franny e del nonno deriva dall'unione di due termini inglesi: Fantastic e Tootsie, una parola che nello slang americano indica i piedi.

## Trama
Frances "Franny" Fantootsie è una bambina di 4 anni che ogni giorno va a visitare il nonno nella sua bottega di calzolaio in mezzo ai grattacieli della industriosa Toronto. Quando entra un cliente, la protagonista si avvicina al bancone ed ascolta il problema della persona, quindi prende le scarpe da riparare e, non vista, le infila. Così facendo viene catapultata in un posto del mondo attinente alle scarpe indossate: un paio di sandali la portano in Giamaica, un paio di scarponi da sci tra i ghiacci dell'Alaska e così via. Qui Franny vive un'avventura con un nuovo amico (bambini come lei o animali parlanti) e, al ritorno alla realtà, trova dentro le scarpe un ricordo (un tesoro) che riporrà nella sua scatola delle scarpe contenente tutti questi oggetti. L'episodio termina con la bambina che, ricordando l'avventura trascorsa con l'incredulo nonno, si renderà conto di aver imparato qualche cosa nuova.
Nella terza serie Franny viaggia con le scarpe cambiandosi anche d'abito, al contrario di quanto avveniva nelle prime serie, indossando un costume tipico del luogo in cui la porta la sua fantasia, in particolare visita alcuni Paesi del mondo (tra cui l'Italia) e ne scopre usi e costumi.